# Austral, New South Wales
Austral är en förort till staden Sydney i New South Wales i Australien. Folkmängden uppgick till 2 801 år 2006.